# Rakuten
Rakuten är ett japanskt e-handelsföretag grundat år 1997. En fjärdedel av alla internetköp i Japan sker på Rakutens huvudsakliga e-handelsplattform Ichiba. Utöver att sälja varor och tjänster inom en rad olika kategorier har företaget bland annat kreditkort, sportlaget Tohoku Rakuten Golden Eagles, bredband och försäkringar.
Företaget har länge försökt expandera utanför Japan. Bland annat har Rakuten köpt Overdrive, en e-boksdistributör i USA; lyft, en rival till uber; Ebates, en kupongservice i San Francisco, USA; Viber, en chattapplikation; och kobo, ett kanadensiskt företag som säljer e-böcker, läsplattor och surfplattor.

## Rakuten TV
Rakuten TV är en streamingtjänst med bland annat hyr- och köpfilmer, kostnadsfria filmer och kostnadsfria live-TV-kanaler. Det kostnadsfria utbudet är reklamfinansierat, vilket innebär att det förekommer reklamavbrott. Rakuten TV lanserades 2019 i Sverige och uppgavs då ha cirka 7 miljoner pay-per-view-användare. Rakuten TV finns som mobilapp och som smart-TV-app. Rakuten äger också streamingtjänsten Viki.com som framförallt specialiserar sig på östasiatisk film och dramaserier.